# Risikotyp
Ein Risikotyp ergibt sich aus einer Typologie von Risikoeigenschaften und klassifiziert Schadensereignisse. Zur Zielgruppensegmentierung werden auch Gruppen von Personen (beispielsweise Geldanleger) als Risikotyp gefasst; sie sind eingeteilt nach ihrer Risikobereitschaft oder der Möglichkeit der Ansprache beim Risikomanagement.

## Risikotypen gemäß WBGU
Im Jahresgutachten 1998 des Wissenschaftlichen Beirats der Bundesregierung Globale Umweltveränderungen (WBGU) wurde eine Risikotypologie eingeführt, die die naturwissenschaftliche Perspektive auf Risiken relativierte. Die hier definierten Risikotypen kennzeichnen potentielle Klassen von Schadereignissen, die nach folgenden vier Kriterien eingeteilt werden:
- Eintrittswahrscheinlichkeit
- Schadensausmaß
- Abschätzungssicherheit der Eintrittswahrscheinlichkeit
- Abschätzungssicherheit des Schadensausmaßes.

Zur Bewertung globaler Umweltrisiken werden in der internationalen Gremien-Arbeit verschiedene Risikotypen unterschieden:
- Zyklop bedeutet eine Kombination von unbekannter Wahrscheinlichkeit und hohem Schadensausmaß im Eintrittsfall. Beispiel: Erdbeben
- Pythia bedeutet eine Kombination von unbekannter Wahrscheinlichkeit und unbekanntem Schadensausmaß im Eintrittsfall. Beispiel: BSE
- Damokles bedeutet eine Kombination von geringster Wahrscheinlichkeit und hohem Schadensausmaß im Eintrittsfall. Beispiel: Bruch eines Staudammes
- Pandora bedeutet eine irreversible Einwirkung von Stoffen oder Dingen auf die Umwelt, deren Auswirkungen noch weitgehend unbekannt sind. Beispiel: Umweltgifte
- Kassandra bedeutet eine große zeitliche Spanne zwischen der Ursache und dem Schadensfall. Beispiel: Klimawandel
- Medusa bedeutet Mehrdeutigkeit und Uneinigkeit über Ursache und Schaden. Beispiel: Elektrosmog

Namensgebend sind Personen und Wesen aus der Griechischen Mythologie. Mit dieser Typisierung werden unterschiedliche mögliche Schadenshöhen, deren Eintrittswahrscheinlichkeit und die Wahrnehmung von Risiken in der Öffentlichkeit in Kategorien geordnet.
Die Risikotypen im Einzelnen:

### Kassandra
Der Risikotyp Kassandra beschreibt Gefahren, bei denen eine lange Zeitspanne zwischen der Verursachung und dem Eintritt eines schweren Schadens liegt. Der Name bezieht sich auf die antike Seherin Kassandra, die immer richtig voraussah, der aber nie jemand glaubte.
Bei diesem Risikotyp wird empfohlen, dass durch kollektive Selbstverpflichtung und Förderung langfristig angelegter globaler Institutionen die Verantwortung der Staaten bzw. der Gesellschaften für zukünftige Generationen gestärkt wird. Hierzu zählt auch die Information der Öffentlichkeit über die Folgen des Nichthandelns.
Klassisches Beispiel ist der Klimawandel.

### Zyklop
Der Risikotyp Zyklop bedeutet im Eintrittsfall einen gigantischen, verheerenden Schaden. Dass das Schadensausmaß gewaltig sein wird, ist in diesem Fall von vornherein klar. Jedoch ist die Eintrittswahrscheinlichkeit dieses Ereignisses nicht bekannt oder einschätzbar. Benannt ist es nach den mythischen Kyklopen.
Ein Beispiel könnten Erdbeben sein oder große Überschwemmungen.

### Pythia
Kennzeichnend für den Risikotyp Pythia ist, dass weder das Ausmaß eines Schadens noch dessen Wahrscheinlichkeit einschätzbar sind. Pythia war in der griechischen Mythologie die Hohepriesterin des Orakels von Delphi.
Ein Beispiel hierfür ist das Auftreten von BSE.

### Damokles
Der Risikotyp Damokles bedeutet im Eintrittsfall einen gigantischen, verheerenden Schaden. Dass das Schadensausmaß gewaltig sein wird, ist in diesem Fall von vornherein klar. Jedoch wird die Eintrittswahrscheinlichkeit dieses Ereignisses als sehr gering eingeschätzt. Benannt ist dieser Risikotyp nach dem antiken Damokles, über dessen Kopf an einem sehr dünnen Faden ein Schwert hing.
Beispiele sind der Bruch eines Staudammes oder die Kernschmelze in einem Atomkraftwerk (Katastrophe von Tschernobyl).

### Pandora
Der Risikotyp Pandora ist gekennzeichnet durch eine lange Einwirkung von Stoffen oder Dingen, die sich nicht mehr rückgängig machen lassen, deren langfristige Auswirkungen jedoch nicht in Gänze bekannt sind oder eingeschätzt werden können. Benannt ist es nach der Geschichte von der Büchse der Pandora, die sich nicht mehr schließen ließ.
Ein Beispiel hierfür ist der Eintrag chemischer Gifte in die Umwelt.

### Medusa
Der Risikotyp Medusa ist gekennzeichnet durch Mehrdeutigkeit und Uneinigkeit. Während Fachleute ein Risiko verneinen und abwinken, ängstigen sich Teile der Öffentlichkeit, und es besteht ein hohes Mobilisierungs-Potential, zum Beispiel über die Massenmedien. Es ist benannt nach der mythischen Medusa, deren Anblick jeden zu Stein erstarren ließ.
Ein Beispiel hierfür sind elektromagnetische Felder in der Umwelt: Die Diskussion über den Elektrosmog.

## Weitere Risikotypologien
In der betriebswirtschaftlichen Literatur werden Risiken auch nach ihrer Herkunft („interne Risiken“/„externe Risiken“) oder aufgrund der Analyse der Risikostruktur entlang der Trennung normaler betrieblicher Ablauf/unternehmerisches Wagnis unterschieden; zu den Betriebsrisiken gehören dann z. B. Fertigungsrisiken wie Bruch oder Transport- und Montagerisiken, zu den Unternehmungsrisiken Absatzwagnisse und Erlöswagnisse, aber auch Investitionsrisiken. Gegen die meisten Betriebswagnisse kann man sich versichern.